# Die letzte Instanz
Die letzte Instanz  (Ultima instanță, sau Judecata de apoi) este un film transmis în anul 2013, de postul german de televiziune ZDF. El este transpunerea pe ecran a romanului polițist scris de  Elisabeth Hermann.  

## Acțiune
Avocatul  Joachim Vernau, a renunțat la o carieră strălucită, el a început să reprezinte în fața instanței  șomeri, sau oameni săraci, fără adăpost, care sunt uitați  și disprețuiți de societate. Reunificarea Germaniei nu le-a adus fericirea sperată de unii germani, o pătură socială din fostul RDG sunt dezamăgiți în așteptările lor. Rata șomajului, divorțurilor și a sinuciderilor crește în Germania de Est. Avocatul constată că sunt cazuri juridice nerezolvate, începând să investigheze aceste cazuri constată cu surprindere că sunt persoane de vază, care au contribuit la sărăcia sau chiar sinuciderea unor persoane din Görlitz. Aceste persoane neîndreptățite, caută prin propria lor instanță să se răzbune, chiar să-i ucidă, pe cei care le-au provocat nenorocirile.